# Lanteira
Lanteira est une commune de la province de Grenade, en Espagne.

## Personnalités
- Manuel Medina Olmos (1869 - 1936), évêque de Guadix, assassiné pendant la guerre civile espagnole. Considéré comme un martyr par l'Église catholique, est béatifié en 1993. Il est le co-patron de la ville[1].